# Don't Kill the Magic

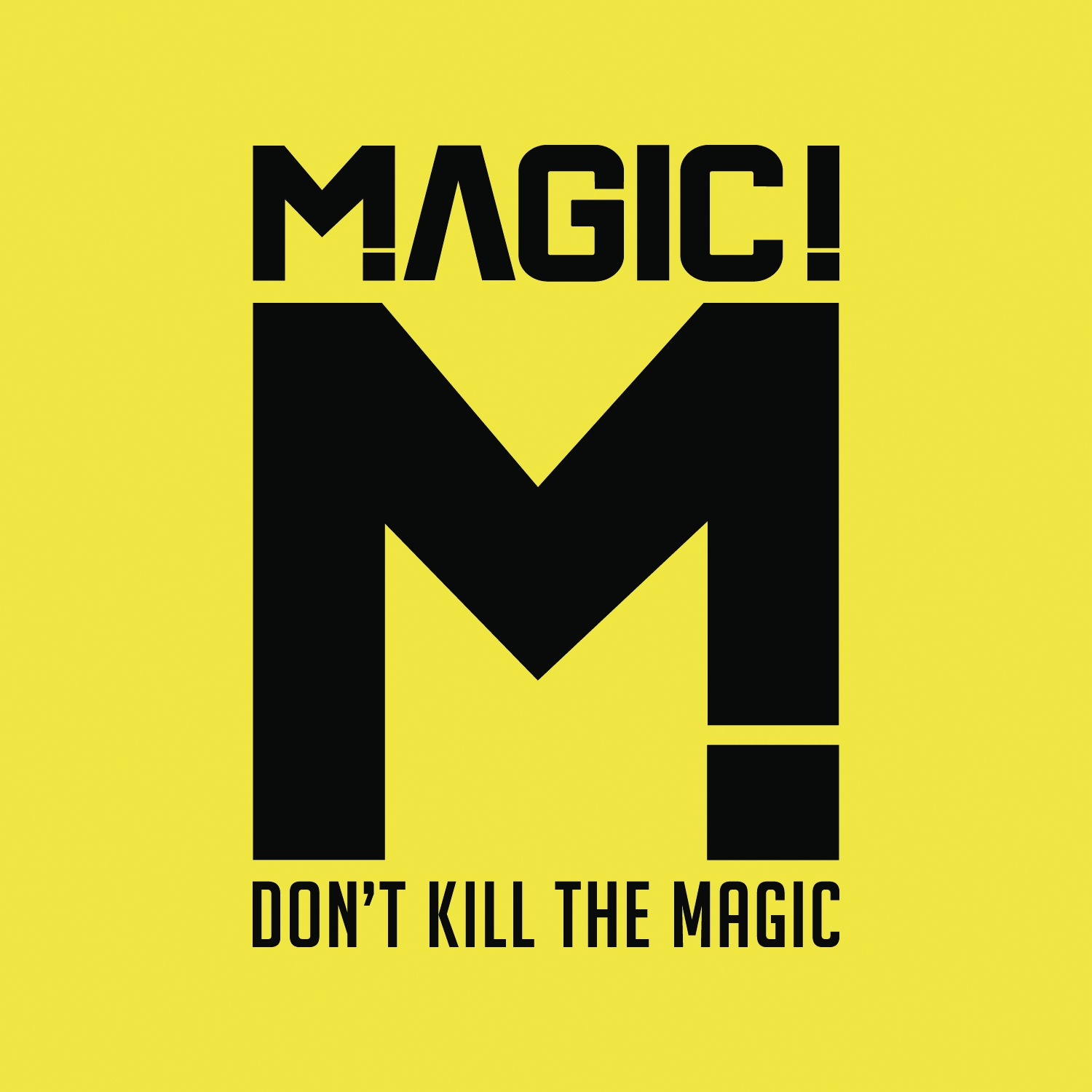

Don't Kill the Magic l'album di debutto del gruppo musicale canadese Magic!, pubblicato il 30 giugno 2014.

## Tracce
1. Rude – 3:44
2. No Evil – 3:22
3. Let Your Hair Down – 4:25
4. Stupid Me – 3:44
5. No Way No – 3:51
6. Paradise – 3:55
7. Don't Kill the Magic – 3:37
8. One Woman One Man – 3:59
9. Little Girl Big World – 3:23
10. Mama Didn't Raise No Fool – 4:07
11. How Do You Want to Be Remembered – 4:03

## Classifiche
| Classifica (2014) | Posizione Massima |
| ----------------- | ----------------- |
| Canada            | 5                 |
| Nuova Zelanda     | 30                |
| Regno Unito       | 19                |
| Stati Uniti       | 6                 |
| Svezia            | 25                |